# Bomba de sentina

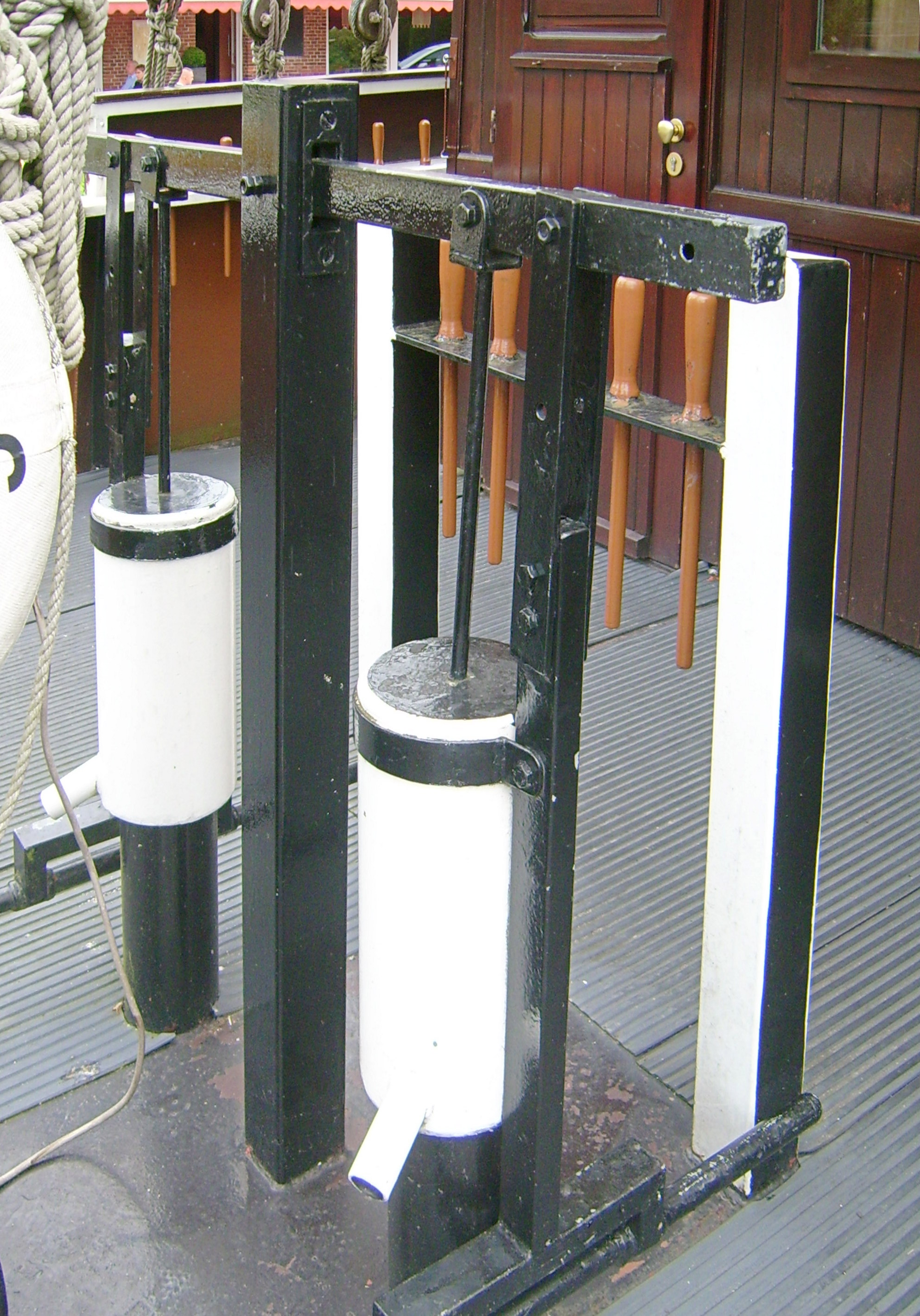
Reproducció d'una bomba d'esgotar antiga

La bomba de sentina o bomba d'esgotar és una bomba d'aigua dissenyada per eliminar l'aigua o altres lìquids de la sentina d'un vaixell o d'una embarcació.
Per raons de seguretat en les sentines convé instal·lar sempre bombes d'esgotar de reserva. La bomba d'esgotar primària generalment se situa a la part inferior de la sentina, amb unitats secundàries en una posició més alta i està previst que s'activin només en cas de funcionament defectuós o sobrecàrrega de la primera.
Les bombes d'esgotar modernes són elèctriques i disposen d'un interruptor accionat per un flotador que les posa en funcionament tan aviat com el nivell de l'aigua a la sentina arriba al llindar d'activació.
Atès que sovint a la sentina s'hi dipositen també els residus de combustible, els motors elèctrics de les bombes d'esgotar estan construïts de manera que no puguin causar espurnes.

## Història

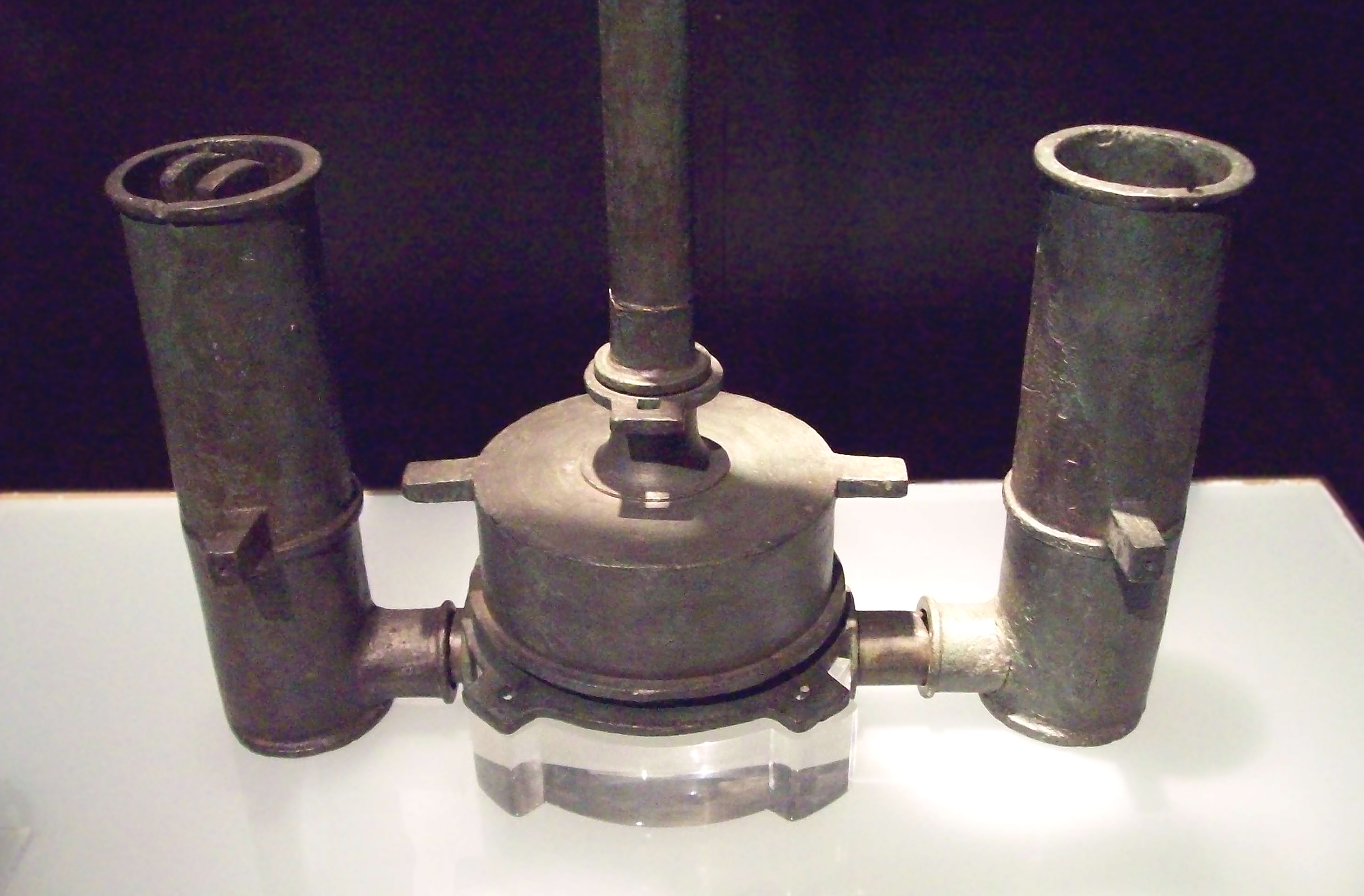
Bomba romana de bronze (segle III, Huelva)

### Grècia i Roma clàssiques
Hi ha diverses referències literàries i troballes arqueològiques que demostren l'existència i l'ús de tres tipus de bomba de sentina:
- Del tipus aspirant impel·lent (Antlia, antliae) terme derivat del grec.
- Del tipus de rosari
- Basades en el cargol d'Arquimedes

#### Edat mitjana
A l'edat mitjana l'antiga no sembla haver-hi cap referència de cap mena.
En època pre-moderna si que n'hi ha alguna:
- El 1460, Miquel de Gualbes, de Barcelona, encarrega al mestre d'aixa de Mataró, Lluís Pou, entre alters coses:"..dos bels fusts rodons per dues trompes, que sien bels, de lonch e grux, a seny del dit mestre..".[4] Els "dos fusts", caracteritzen la bomba del tipus aspirant-impel·lent.
- A un inventari de les drassanes de Barcelona de 1467 s'hi pot llegir: "un trompa de sgotar".[1]
- Uns versos del poema Luigi Pulci "Il morgante maggiore" 1487 parlen de com: "la tromba aggottava".[5]
- El 1460, Girolamo Cardano en descriu una que va veure a Milà, ideada per Bartolomeo Brambrilla.[6][7]

### Edat contemporània
- Hi ha algun exemple de bombes més modernes.

| «                                                              | A propósito de bombas he de decir a Vms. que Don Ignacio Martorell, natural de Cataluña, ha probado tres años hace en esta capital, y en las minas de mayor profundidad, que no se podían desaguar con las bombas conocidas hasta ahora, una (bomba) de su invención, en que admiran los inteligentes el gran número de quintales de agua que sostiene el cañón desde el depósito hasta la boca de la mina; y esto sin más agente visible que un hombre que está metiendo y sacando por espacio de medio cuarto de hora un émbolo que sale de un caxón cerrado puesto cerca del depósito del agua. Con solo esta operación sigue la bomba arrojando por sí sola el agua, hasta agotar la mina, por un cañón de bronce de cuatro pulgadas de diámetro en su interior. Este hombre es de grande ingenio, y actualmente está haciendo una iglesia en Caxamarca. Su máquina puede ser de grande utilidad en los arsenales, navíos etc. Lima 23 de junio de 1803. | » |
| — Semanario de agricultura y artes, dirigido a los párrocos. > | |   |

Antigament les bombes d'esgotar podien estar fetes de fusta o de bronze. Basat en els antics textos, sembla que el bronze va ser el material preferit, ja que durava més i era més fàcil de transportar. Les de fusta en conjunt, eren més fàcils de construir i de reparar, però no duraven tant com les de bronze. Se'n troben poques en naufragis, atès que es tractava d'objectes de gran valor, i sovint, després del naufragi, es baixava al vaixell enfonsat per tal de recuperar-les.
Les "bombes d'esgotar" van tenir un nombre d'usos comuns. Depenent d'on estigués situada la bomba en el buc de la nau, podia ser utilitzada també per bombar aigua de mar per apagar un incendi o, cap a un tanc de peixos vius per a conservar-los fins a arribar a port, quedant així el peix llest per ser venut fresc.